# St. Johannes der Täufer (Floß)

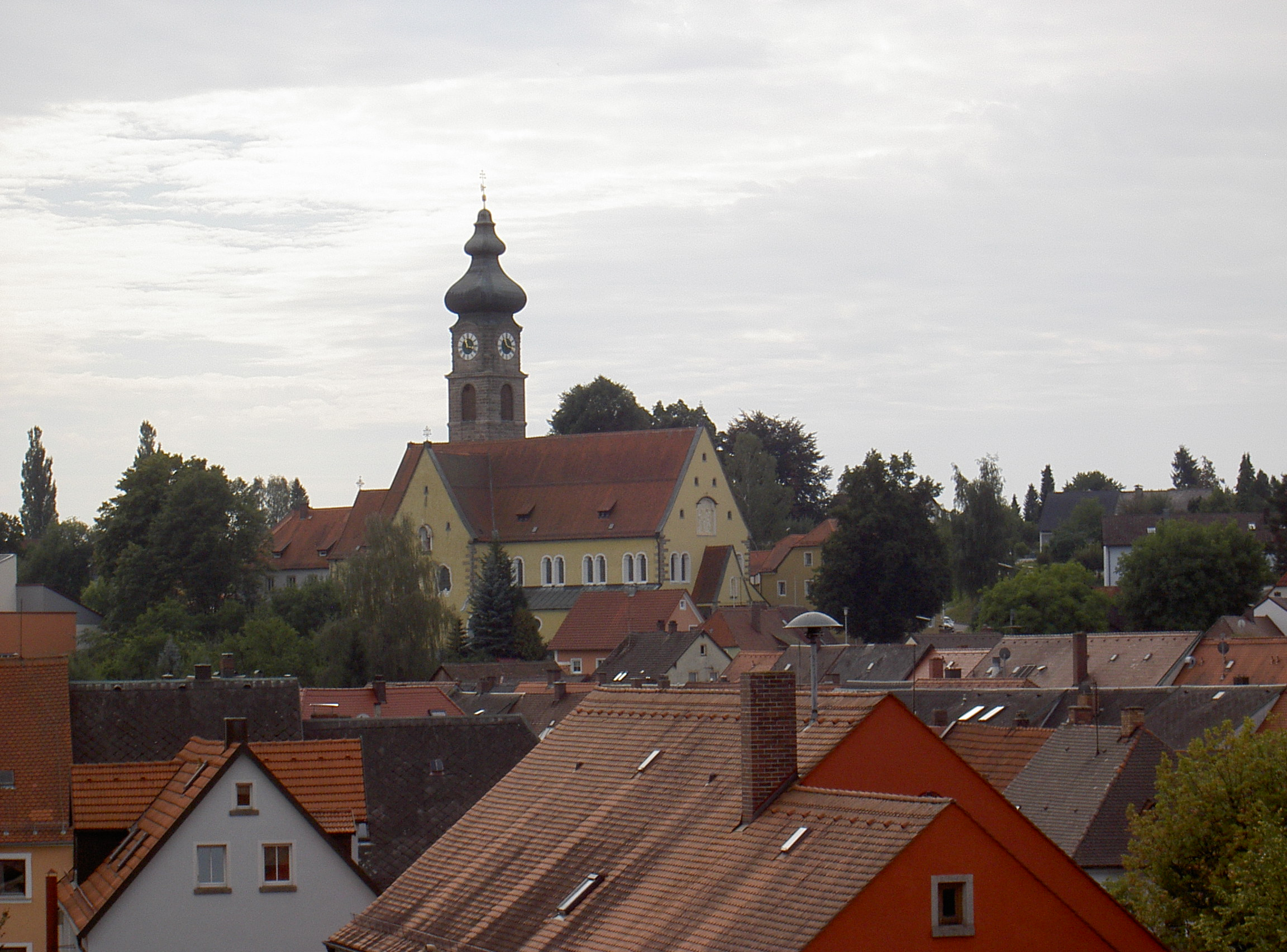
St. Johannes der Täufer (Floß), römisch-katholische Pfarrkirche

Die Pfarrkirche St. Johannes der Täufer ist die römisch-katholische Pfarrkirche des Marktes Floß in der nördlichen Oberpfalz. Erbaut wurde sie in den Jahren 1910 bis 1912 und steht heute unter Denkmalschutz.

## Geschichte
Als gemeinsame Kirche diente den beiden Konfessionen die Pfarrkirche St. Johannes Baptist, ein Bau der Spätgotik, die seit dem 17. Jahrhundert Simultankirche gewesen ist. Sie ist heute die Pfarrkirche der evangelischen Gemeinde Floß. Mit dem Bevölkerungswachstum Anfang des 19. Jahrhunderts wurde der Wunsch in der Bevölkerung nach der Auflösung des Simultaneums und dem Bau einer eigenen katholischen Pfarrkirche immer größer. Nachdem die ersten Pläne zum Bau einer neuen Kirche zunächst vom Bischöflichen Ordinariats in Regensburg abgelehnt wurden, baute Pfarrer Raß offensichtlich das Projekt in Eigenregie nach dem Vorbild der Püchersreuther Pfarrkirche Peter und Paul, welche von Heinrich Hauberrisser stammt. In Floß fungierte das Team Koch & Spiegel als Bauleiter. Am 29. August 1910, zum Fest der Enthauptung des hl. Johannes des Täufers, konnte die feierliche Grundsteinlegung erfolgen. Die neue Kirche wurde am 26. August 1912 durch den Regensburger Bischof Anton von Henle geweiht.

## Ausstattung
Der jetzige Altar stammt in seinem inneren Teil aus der Pfarrkirche in Pfreimd. Das Rokokowerk wurde 1791 geschaffen und von Wolfgang Pösl aus Amberg vergoldet. Erst 1927 wurde der hintere Aufbau an den Altar angefügt. Rechts zeigt Johannes der Täufer, der Patron der Kirche, mit seiner rechten Hand auf Jesus. Links unten steht der zweite Patron der Kirche, der heilige Petrus Canisius, der in den Händen Katechismus und Rosenkranz hält und zwei Kinder im Glauben unterweist. In der Mitte ist das Kreuz mit dem gekreuzigten Jesus, daneben sind Figuren der Maria als Schmerzensmutter und des Evangelisten Johannes zu sehen. Verziert ist der Altar mit großen Maikrügeln und zwei Putten. In den Hochaltar sind zwei große Tafeln eingelassen, die Reliquien verschiedener Heiliger beinhalten. Hinter dem Kreuz befinden sich im Glasfenster Gott Vater und der Heilige Geist, die zusammen mit dem Kreuz die Dreieinigkeit symbolisieren.
Der linke Seitenaltar ist der Heiligen Familie geweiht und wurde als einer der wenigen Gegenstände aus der alten Simultankirche mitgenommen. Der Akanthusaltar stammt aus dem Jahr 1723 und zeigt im barocken Innenbild die Heilige Familie in der Darstellungsform des Heiligen Wandels. Der Seitenaltar auf der rechten Seite wurde erst 1927 als Gegenstück zum anderen Seitenaltar gefertigt. Er stammt von einem Pressather Kunstschreiner und zeigt in der Mitte die Schlüsselübergabe Jesu an Petrus.
Der Volksaltar und der Ambo wurden nach den Richtlinien des Zweiten Vatikanischen Konzils im Jahr 1968 durch den damaligen Pfarrer Richard Bartmann aufgestellt. Beide sind aus einheimischem Granit.

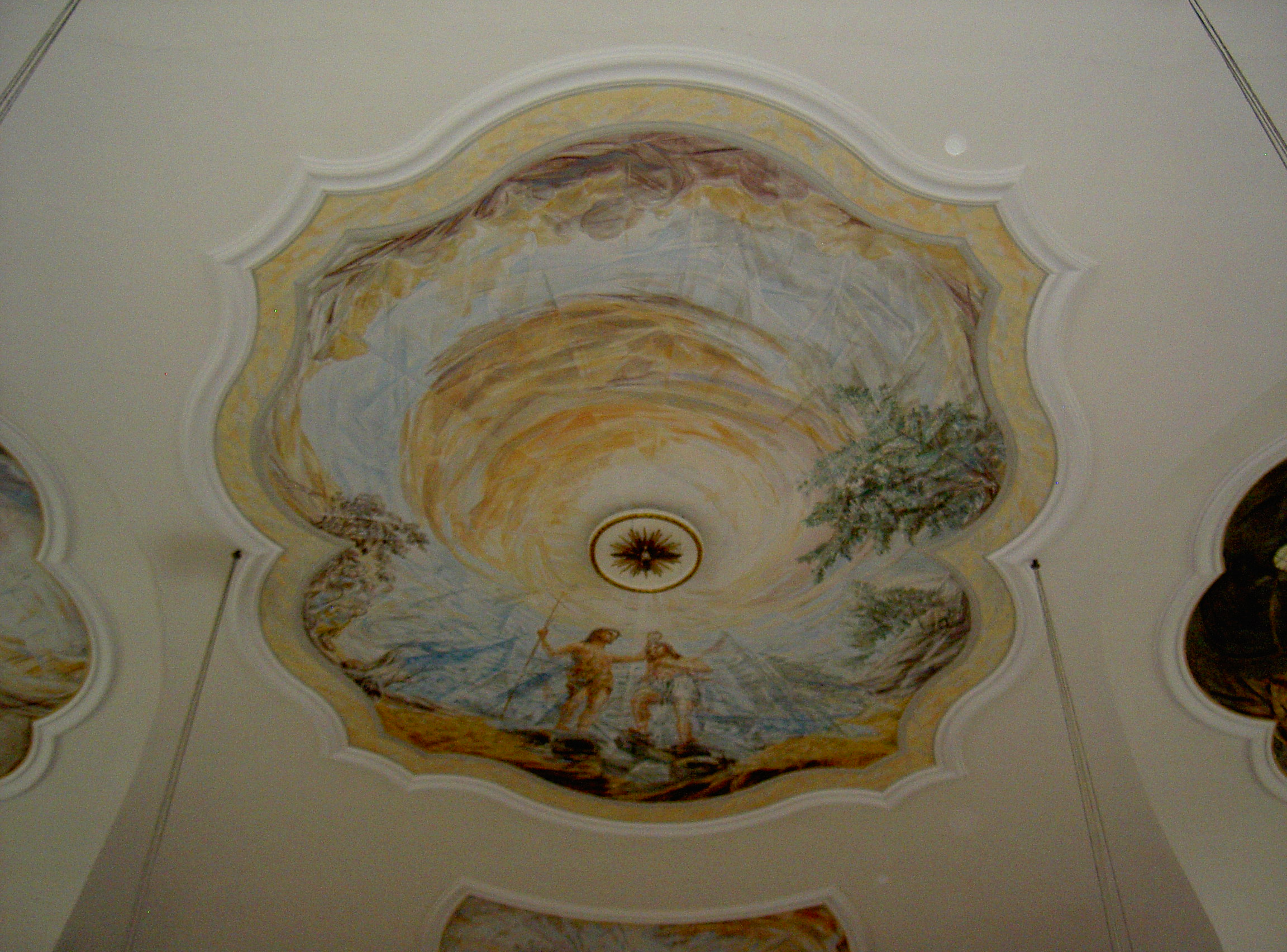
Deckenfresko

Die Deckenfresken wurde erst während der Kirchenrenovierung 1997 bis 1999 vom Kunstmaler Peter Schwarz geschaffen. Das Werk beinhaltet sechs große Deckenbilder und die Bilder der Apostel. Das Fresko oberhalb der Orgel thematisiert eine Bibelstelle aus dem Johannesprolog. Das Deckenbild im Hauptschiff hat eine Größe von zwölf mal acht Meter und stellt Szenen aus dem Alten und Neuen Testament dar. Das zweite große Fresko in Längs- und Querschiff zeigt die Taufe Jesu. Über dem Altarraum sieht man die Berufung der ersten Jünger Jesu. Die drei anderen Motive sind Johannes vor König Herodes und Johannes im Kerker sowie die Apokalypse. Die Bilder der zwölf Apostel entstanden 1999 und zieren die Seitenwände des Schiffes.
In der Pfarrkirche gibt es mehrere Statuen. Eine Statue der Madonna befindet sich links oben vor dem Altarraum und eine Pietà aus den 1920er Jahren in der Gedenkkapelle für die Verstorbenen. Die wertvollste Statue in der Kirche ist die gotische Madonna aus dem Jahr 1487. Weitere Figuren gibt es von der heiligen Elisabeth, dem heiligen Franziskus, dem heiligen Antonius, der heiligen Hildegard von Bingen und Pater Rupert Mayer.

## Orgel

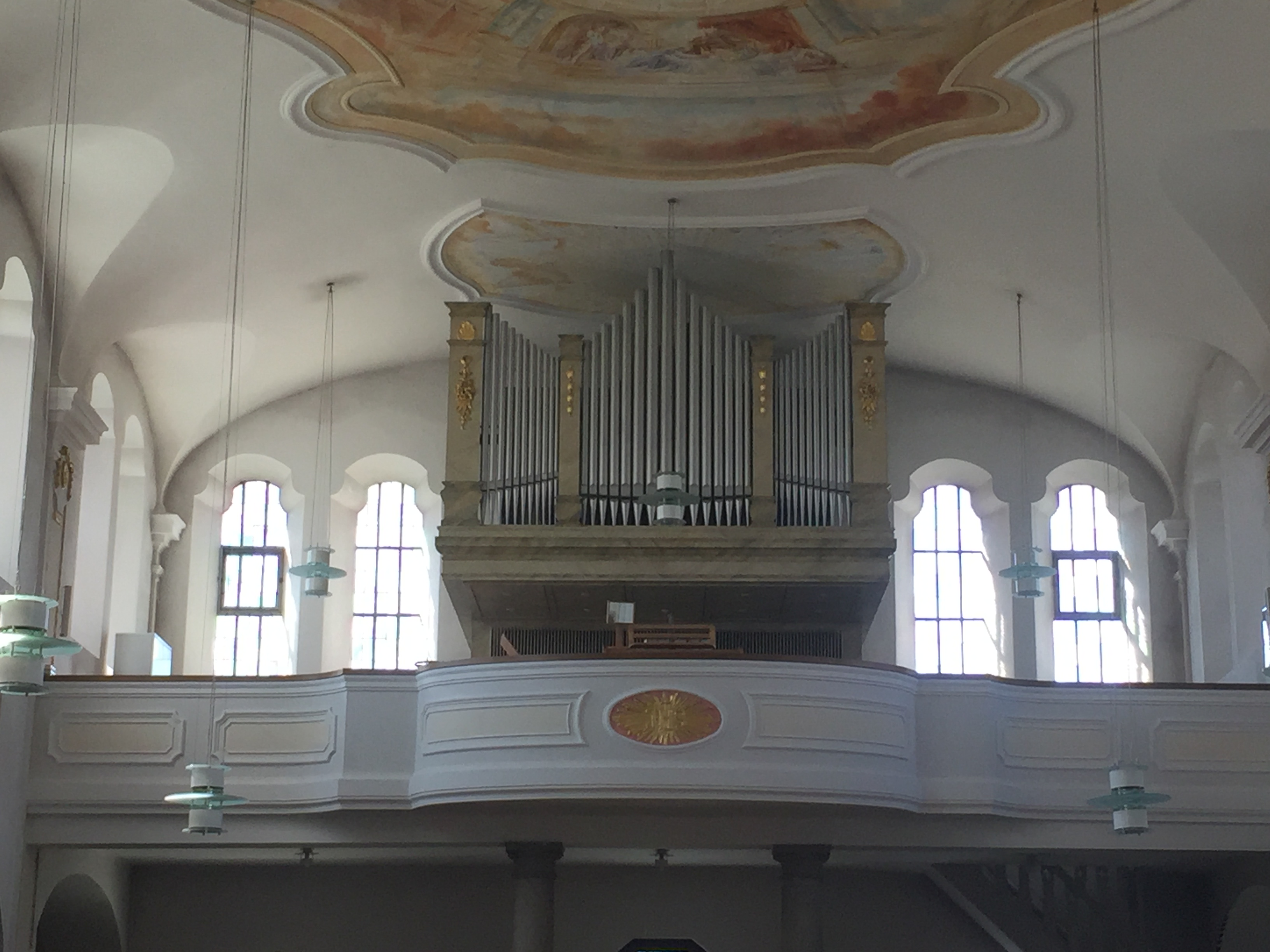
Orgel

Die heutige Orgel der Kirche ist ein Werk von Eduard Hirnschrodt aus Regensburg. Sie wurde aus Teilen der ehemaligen pneumatischen 18-registrigen Orgel von Binder & Siemann von 1918 im Jahr 1974 gefertigt und mit einigen neuen Registern klanglich verändert und erweitert. Der Prospekt wurde 1997 neu gefasst. Die 1572 Pfeifen stehen auf elektro-pneumatischen Kegelladen. Die 23 Registern verteilen sich auf zwei Manuale und Pedal. Zusätzlich finden sich zwei freie Kombinationen als Spielhilfen und die Normalkoppeln. Das Orgelgehäuse besitzt einen freischwebenden Vorbau. Durch die elektrische Spiel- und Registertraktur konnte der Spieltisch fahrbar ausgeführt werden.

## Glocken
Im Kirchturm hängen vier Glocken der Regensburger Glockengießerei Hamm. Sie wurden im Jahr 1948 gegossen und sind auf die Tonfolge c' – e' – g' – a' gestimmt (Salve-Regina-Motiv). Sie tragen die Namen Herz-Jesu-Glocke, Marienglocke, Antonius-Glocke und Elisabeth-Glocke. Die ungefähren Gewichte der Glocken belaufen sich auf 4300 kg, 2100 kg, 1100 kg und 700 kg.